# Эгберт I (король Берниции)

Походы Великой языческой армии в Британии

Эгбе́рт I (Экгбе́рт I; др.-англ. Ecgberht I, англ. Egberht I; умер в 873) — король Берниции (867—872).

## Биография
Наиболее подробные свидетельства об Эгберте I содержатся в трудах автора XII века Симеона Даремского.
Согласно написанной Симеоном Даремским «Церковной истории Англии», первое упоминание об Эгберте I относится примерно к середине 860-х годов, когда тот был одним из приближённых к англосаксонским правителям Нортумбрии лиц. Вероятно, Эгберт принадлежал к высшим слоям нортумбрийской знати. Возможно, он был этелингом. Предполагается, что Эгберт I мог быть близким родственником предшествовавших ему правителей Нортумбрии: возможно, сыном Этельреда II.
В то время Нортумбрия часто подвергалась нападениям скандинавских викингов. В ходе одного из таких вторжений, осуществлённого Великой языческой армией во главе с Иваром Бескостным и Хальфданом, 21 марта 867 года в сражении под стенами Йорка пали два нортумбрийских короля, Элла II и Осберт. После гибели этих монархов Нортумбрия попала под контроль скандинавов. Те, желая укрепить власть над завоёванными землями, возвели на престол своего ставленника. Их выбор по неизвестным причинам пал на Эгберта, управлению которого была доверена территория Нортумбрийского королевства к северу от реки Тайн, в то время как более южные земли с городом Йорком остались под властью данов.
О правлении Эгберта I сведений почти не сохранилось. По свидетельству Симеона Даремского, этот монарх был во всём послушен воле викингов. Такая покорность Эгберта вызывала сильное недовольство среди его подданных. В результате в 872 году в Нортумбрии произошло восстание, возглавленное Риксигом, возможно, родственником предыдущих нортумбрийских королей. Эгберт и поддерживавший его архиепископ Йоркский Вульфхер были вынуждены покинуть королевство.
Беглецы нашли убежище при дворе короля Мерсии Бугреда. Однако если Вульфхер всё же сумел позднее возвратиться в Йорк, то Эгберт так и умер изгнанником: он скончался на чужбине уже в 873 году. После его смерти власть над англосаксонской частью Нортумбрии окончательно перешла к Риксигу.
Сыновьями Эгберта I, скорее всего, были два более поздних правителя Берниции: Эгберт II и Эадвульф II.